# Lepidoblepharis conolepis
Lepidoblepharis conolepis är en ödleart som beskrevs av  Avila-pires 200. Lepidoblepharis conolepis ingår i släktet Lepidoblepharis och familjen geckoödlor. Inga underarter finns listade i Catalogue of Life.